# Gregor Kathstede

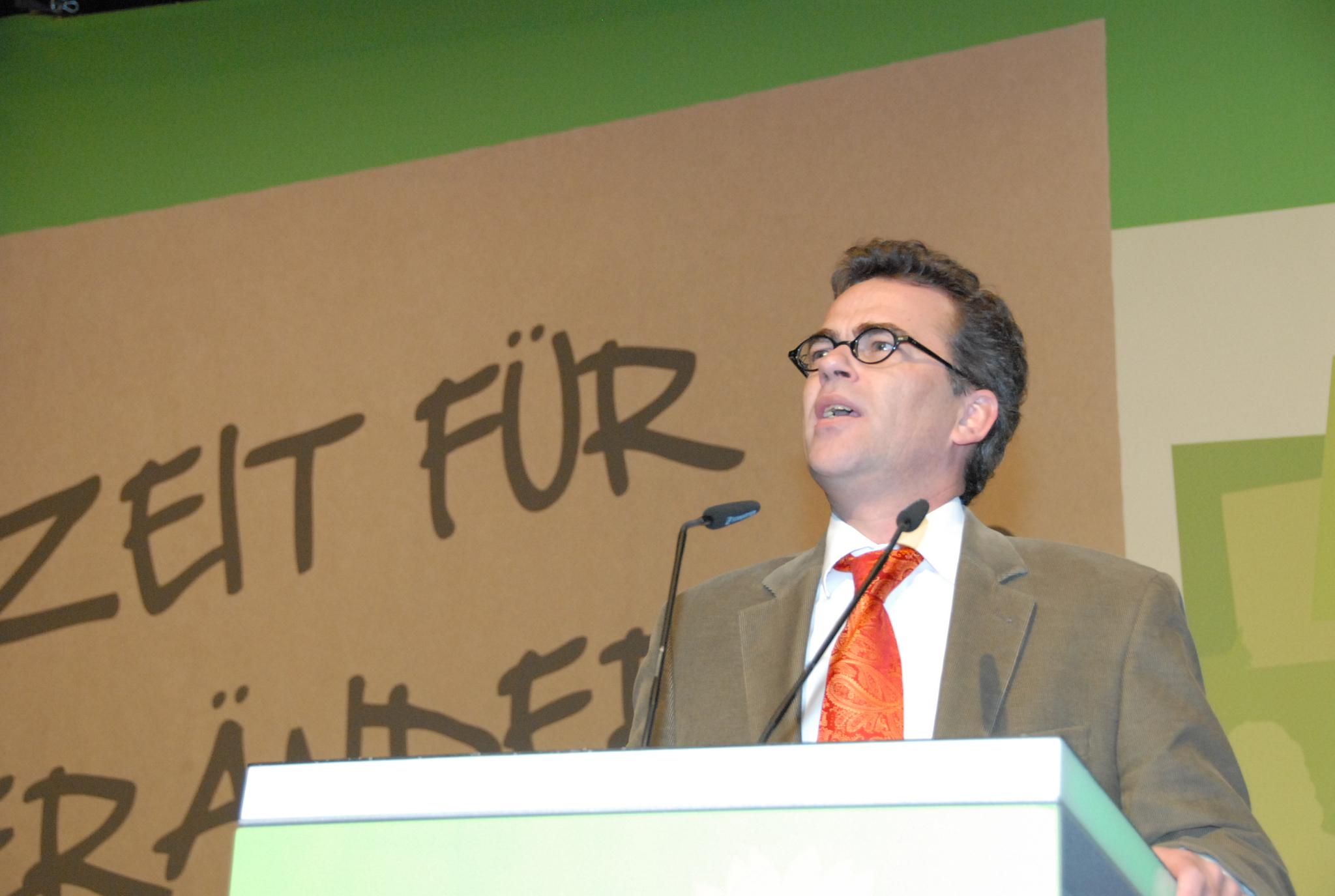
Gregor Kathstede (2008)

Gregor Kathstede (* 15. August 1963 in Krefeld) ist ein deutscher Politiker der CDU. Er war von Oktober 2004 bis zum 20. Oktober 2015 Oberbürgermeister der nordrhein-westfälischen Stadt Krefeld.

## Ausbildung
Der Sohn von Paul und Anita Kathstede studierte nach dem Abitur am Gymnasium Horkesgath in Krefeld im Jahre 1983 von 1984 bis 1992 Französisch, Geschichte und Erziehungswissenschaften in Düsseldorf, wobei er 1987/1988 ein Studienjahr in Nantes, Frankreich, verbrachte. In den Jahren 1992 und 1994 legte er sein erstes und zweites Staatsexamen ab.

## Ämter
Von 1994 bis 1997 war Kathstede wissenschaftlicher Mitarbeiter im Bundestagsbüro des ehemaligen Krefelder Oberbürgermeisters Dieter Pützhofen. Danach war er bis 2004 als Oberstudienrat an der Theodor-König-Gesamtschule in Duisburg tätig. 1999 wurde er in den Rat der Stadt Krefeld gewählt. 2003 erfolgt seine Wahl zum ehrenamtlichen Bürgermeister. Von 2004 bis 2015 war er Oberbürgermeister der Stadt Krefeld.
Kathstede war u. a. Mitglied im Präsidium des Deutschen Städtetages, des NRW-Städtetages und im Vorstand des Sparkassen- und Giroverbandes NRW.
In seine Amtszeit fällt auch die Gründung der Bürgerstiftung Krefeld, dessen Stiftungsratsvorsitzender er lange Jahre war, die Umgestaltung und Modernisierung der Krefelder Innenstadt, die Revitalisierung des Krefelder Hafens und die Rettung des Krefelder Klinikums.
Kathstede kündigte im August 2014 an, aus persönlichen Gründen im September 2015 nicht noch einmal für das Amt des Oberbürgermeisters kandidieren zu wollen. Gregor Kathstede ist Träger zahlreicher Auszeichnungen, unter anderem der Stadtmünze der Stadt Krefeld in Gold und der Eberle-Medaille des Rheinischen Sparkassen- und Giroverbandes.
Seit 2016 ist Kathstede als selbständiger Unternehmensberater tätig. Ehrenamtlich engagiert er sich vor allem im Stiftungswesen.